# Renault Trucks
Renault Trucks — французький виробник цивільних і військових вантажних автомобілів. Заснована в 1894 році промисловцем Луї Рено. Була одним з підрозділів концерну Renault. З 2001 року належить і є підрозділом Volvo Group.

## Огляд
Renault вперше почав виробництво вантажних автомобілів у 1906 році. У 1956 році, однак, Renault припинив виробництво вантажних автомобілів та автобусів під своєю назвою. Замість цього була створена дочірня компанія Saviem, яка об'єднала свою продукцію з виробниками Somua та Latil. Легші комерційні автомобілі продовжували використовувати назву Renault. З 1957 року Saviem також використовувалася як торгова марка для вантажних автомобілів та автобусів, які виробляла компанія.
В результаті французької промислової політики, у 1975 році державна компанія Renault придбала виробника вантажних автомобілів та автобусів Berliet у Citroën (у той час частина корпорації Michelin). У 1978 році Berliet і Saviem були об'єднані в Renault Véhicules Industriels. Старі торгові марки зберігалися ще два роки, поки асортимент моделей поступово інтегрувався, доки у 1980 році їх не замінили на назву Renault.

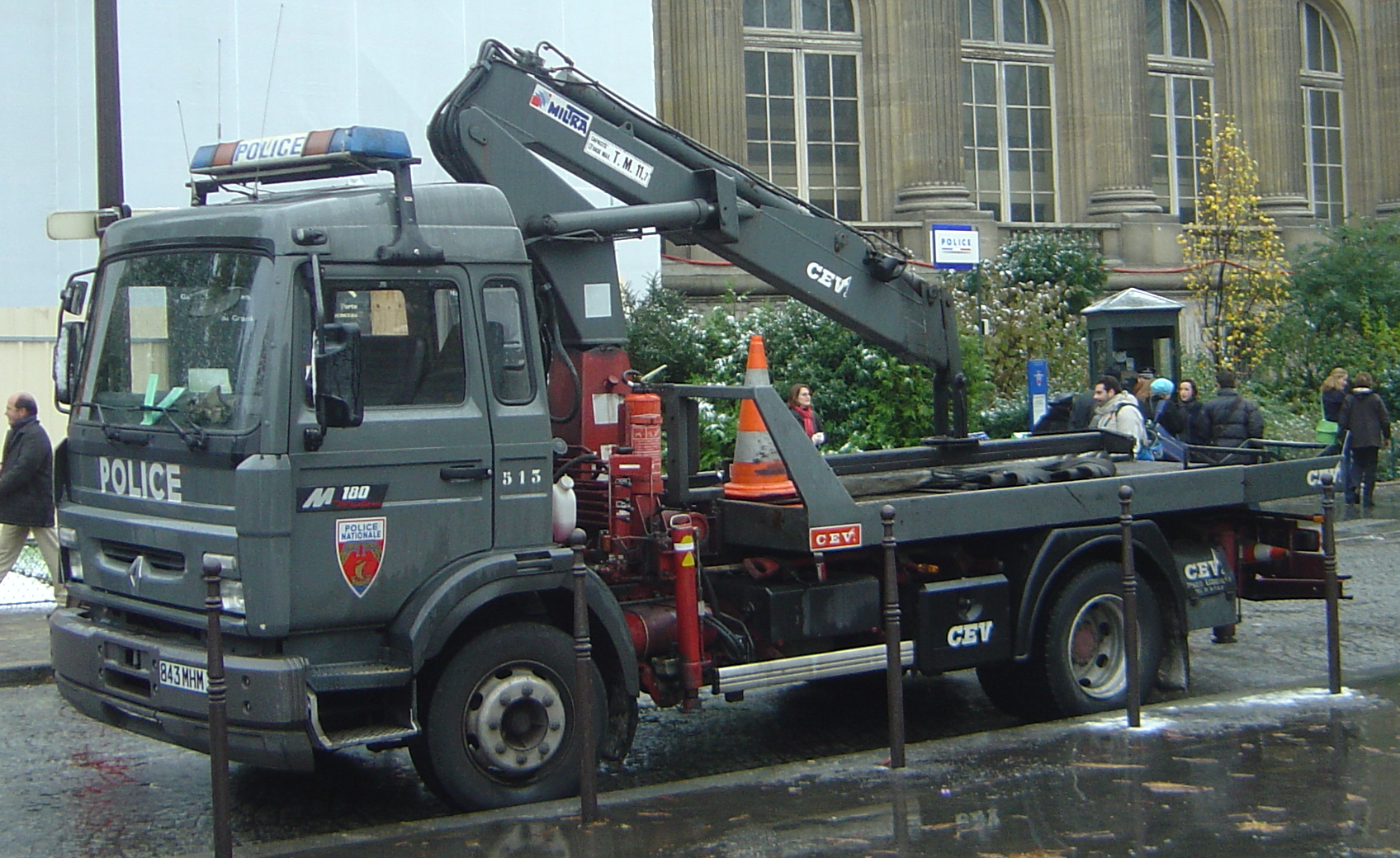
Renault Midliner з кабіною Club of Four, модель кінця 1990-х років

У 1971 році Saviem став членом Європейської групи розвитку вантажних автомобілів або Club of Four, співпраця між чотирма європейськими виробниками вантажних автомобілів (Saviem, Volvo, DAF та Magirus-Deutz, який незабаром став частиною Iveco) для виробництва середніх вантажних автомобілів. З 1975 року моделі вантажних автомобілів, що випливали з цієї співпраці, будувалися Saviem та пізніше Renault, навіть до 2001 року. Вони також продавалися на ринку Північної Америки як Mack Mid-Liner або Manager.

## Історія
1894 — Маріус Берлье (Marius Berliet) проектує і потім конструює свій перший автомобіль з бензиновим двигуном.
1898 — Луї Рено (Louis Renault) збирає свій перший автомобіль, головним новвоведение якого була чотиришвидкісна коробка передач.
1899 — Брати Луї, Марсель і Фернан Рено засновують фірму «Société Renault Frères». З 1909 року Луї Рено стає єдиним власником компанії.
1910 — Берлье випускає вантажівку М з вантажопідйомністю, збільшеною в 10 разів.
1914—1918 — компанії Луї Рено і Маріуса Берлье постачають французьку армію необхідною автотехнікою.
1917 — фірма Renault, спільно з Берлье, створює свій перший танк Renault FT 17.
1923 — Renault випускає перший тягач.
1931 — Берлье проектує і випускає перший вантажний автомобіль з дизельним двигуном.
1939—1940 — Renault є одним з ключових постачальників вантажних автомобілів для французької армії
Renault V.I.
1950 — Berliet випускає один з найнадійніших вантажівок того часу — Berliet GLR. Всього було продано більше 100 000 вантажівок даної моделі.
1955 — створення компанії Saviem, утвореної шляхом злиття фірм Latil, Somua і автобусного підрозділу Renault
1978 — Об'єднання Saviem і Berliet, створення компанії Renault Véhicules Industriels
1978—1990 — корпорація Renault Véhicules Industriels продовжує зміцнювати свої позиції на європейському ринку машинобудування, в 1983 році в склад компанії входить Dodge Europe, через 7 років Renault Véhicules Industriels купує Mack.
1990 — Renault Véhicules Industriels випускає на ринок легендарний Magnum.
1992 — Renault Véhicules Industriels перейменовується в Renault VI
1996 — Випуск Renault Premium
1998 — Renault V.I. виробляє вантажівка Kerax.
2000 — На ринок виходить модель Midlum.
2001 — Renault V.I. переходить до складу Volvo Group і змінює назву на Renault Trucks.
2005 — Renault Trucks поновлює проведення експедицій Berliet.
2006—2013 — розробка нового модельного ряду Renault Trucks.
Червень 2013 — випуск нової модельної гами Renault Trucks.
Травень 2018 —  Renault Trucks Defence було перейменовано на Arquus.

## Модельний ряд

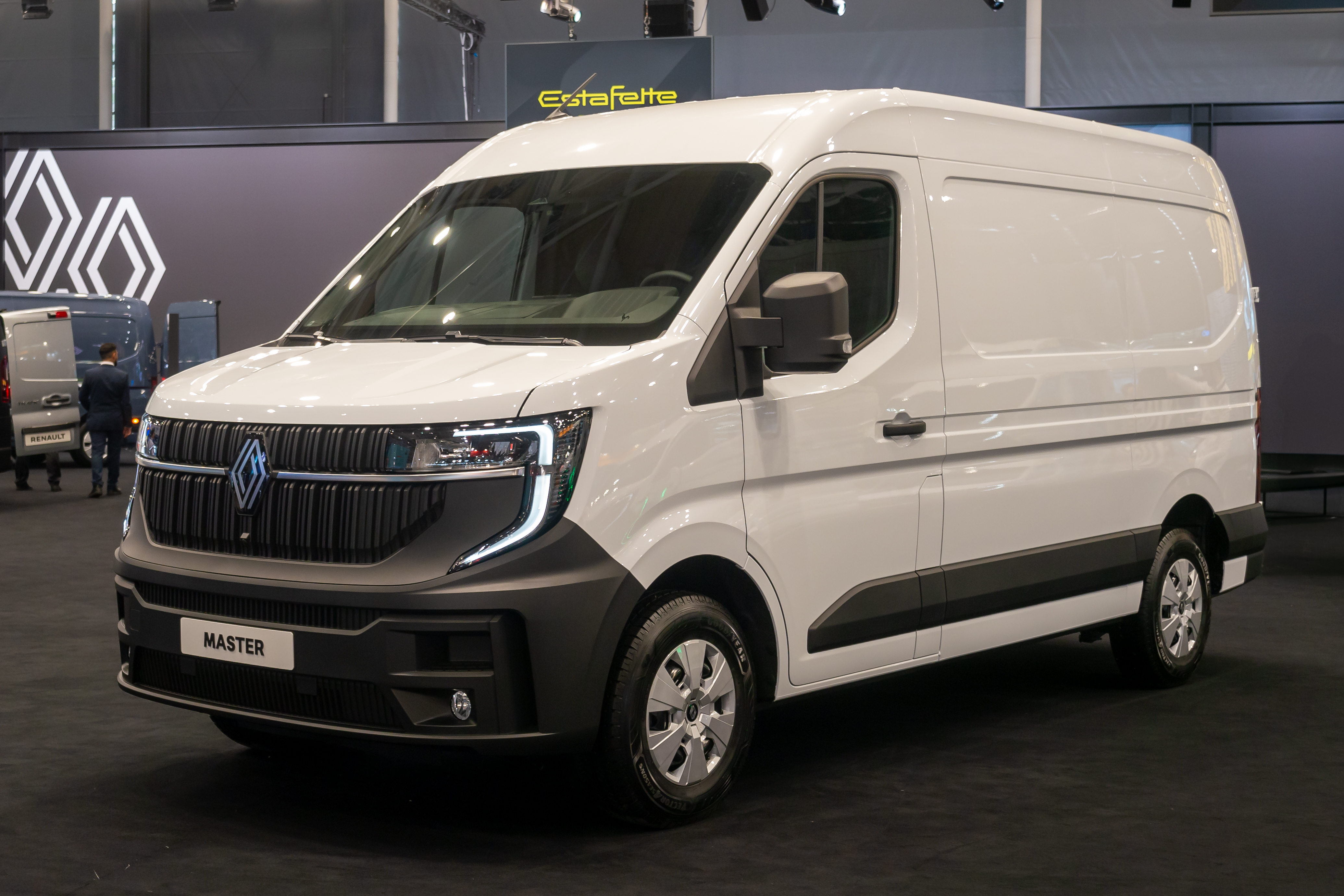
Renault Trucks Master
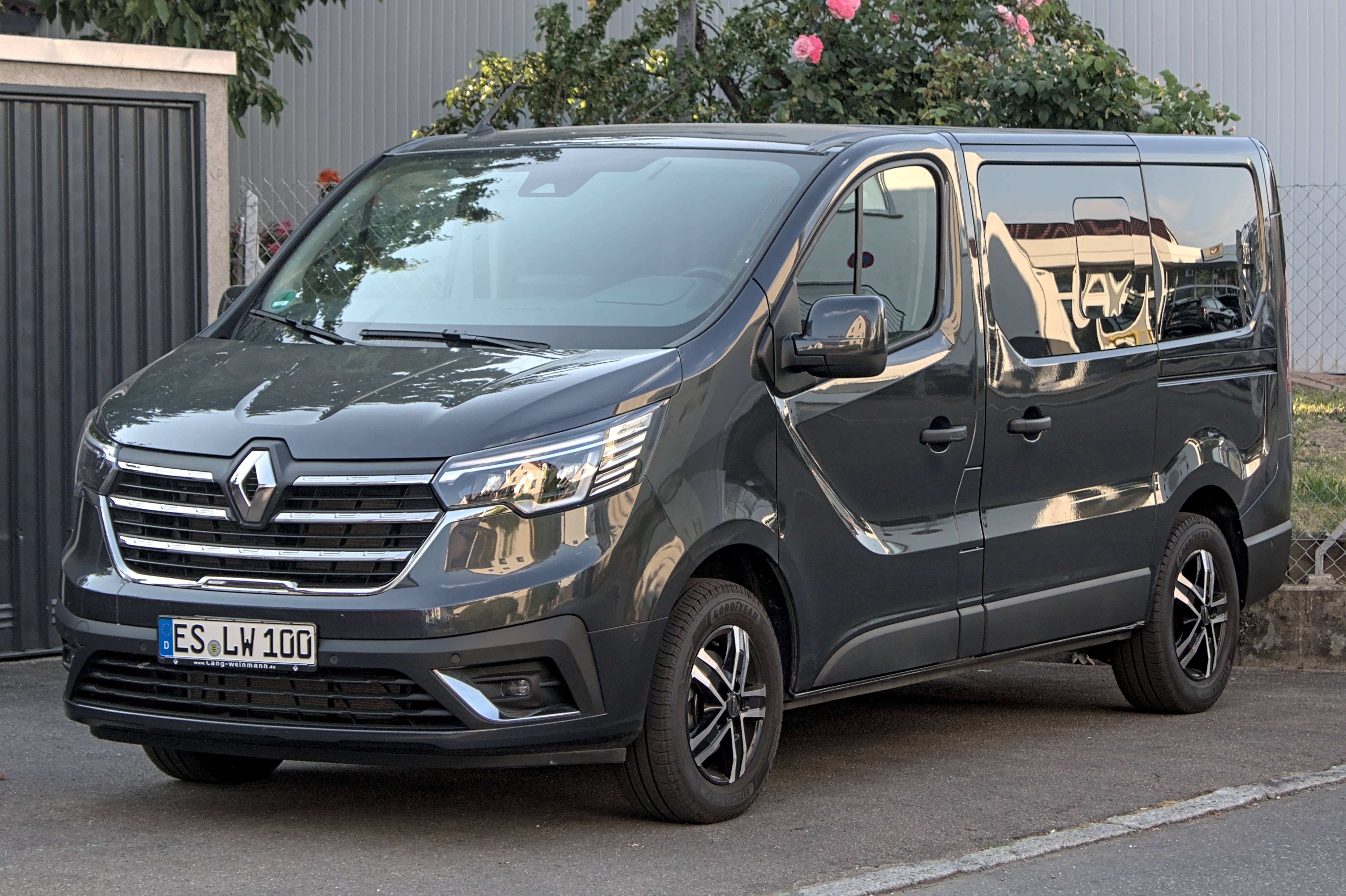
Renault Trucks Trafic
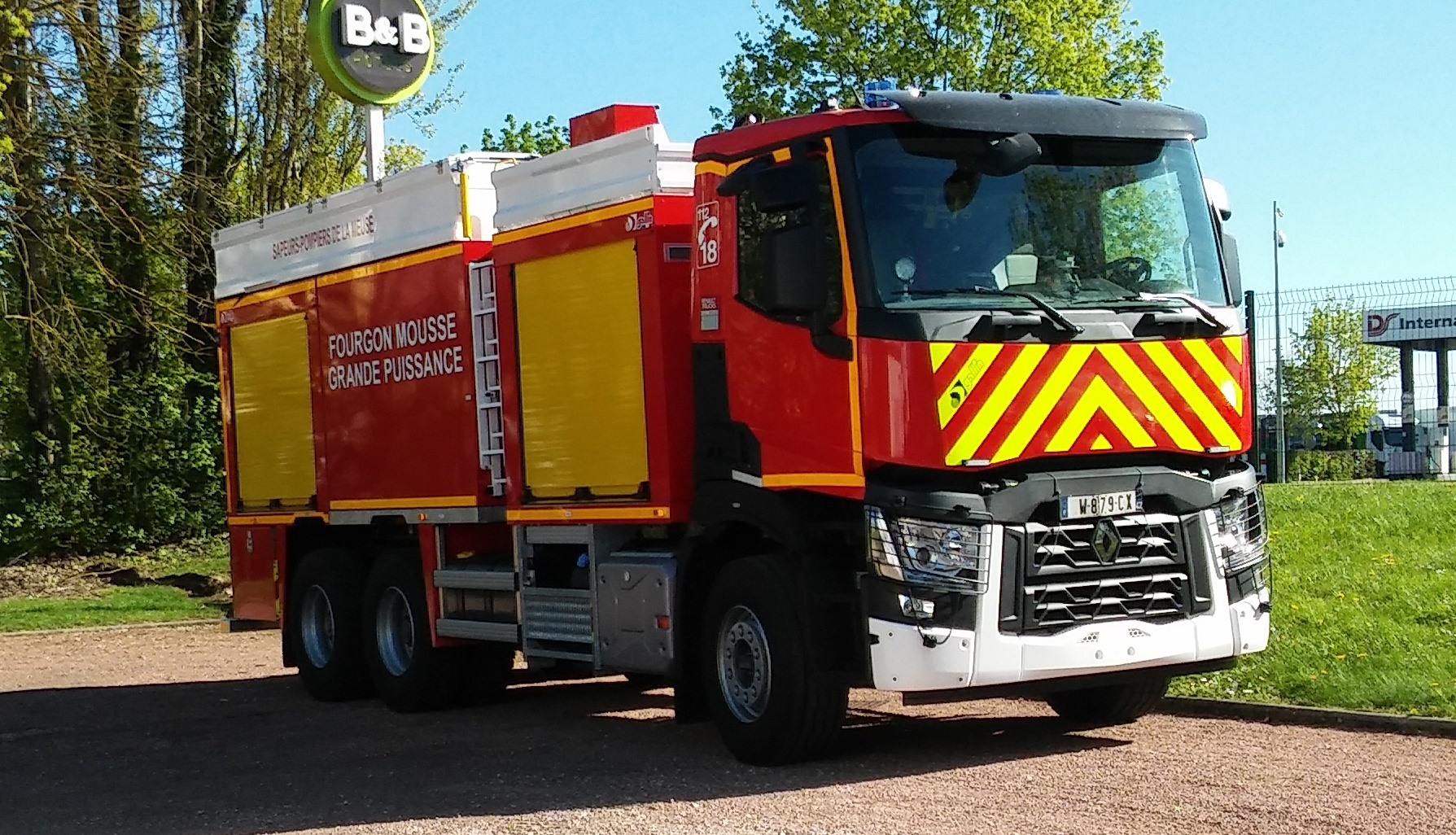
Renault Trucks C
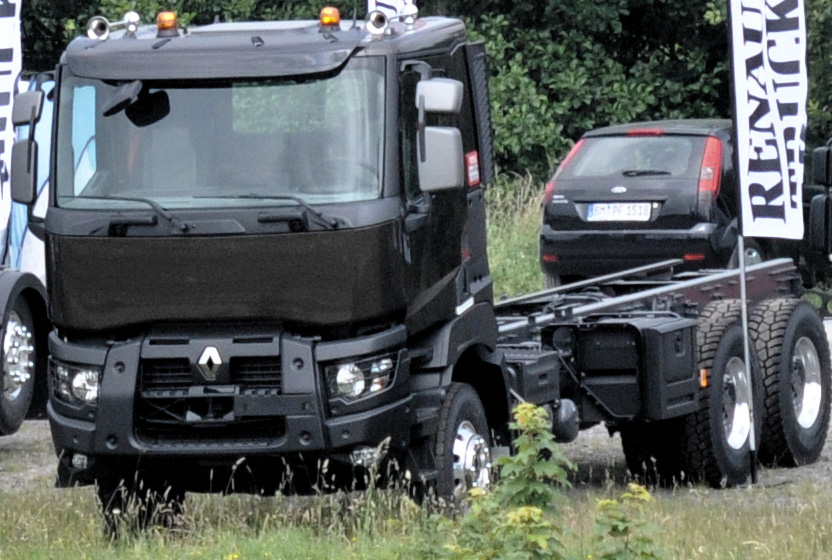
Renault Trucks K
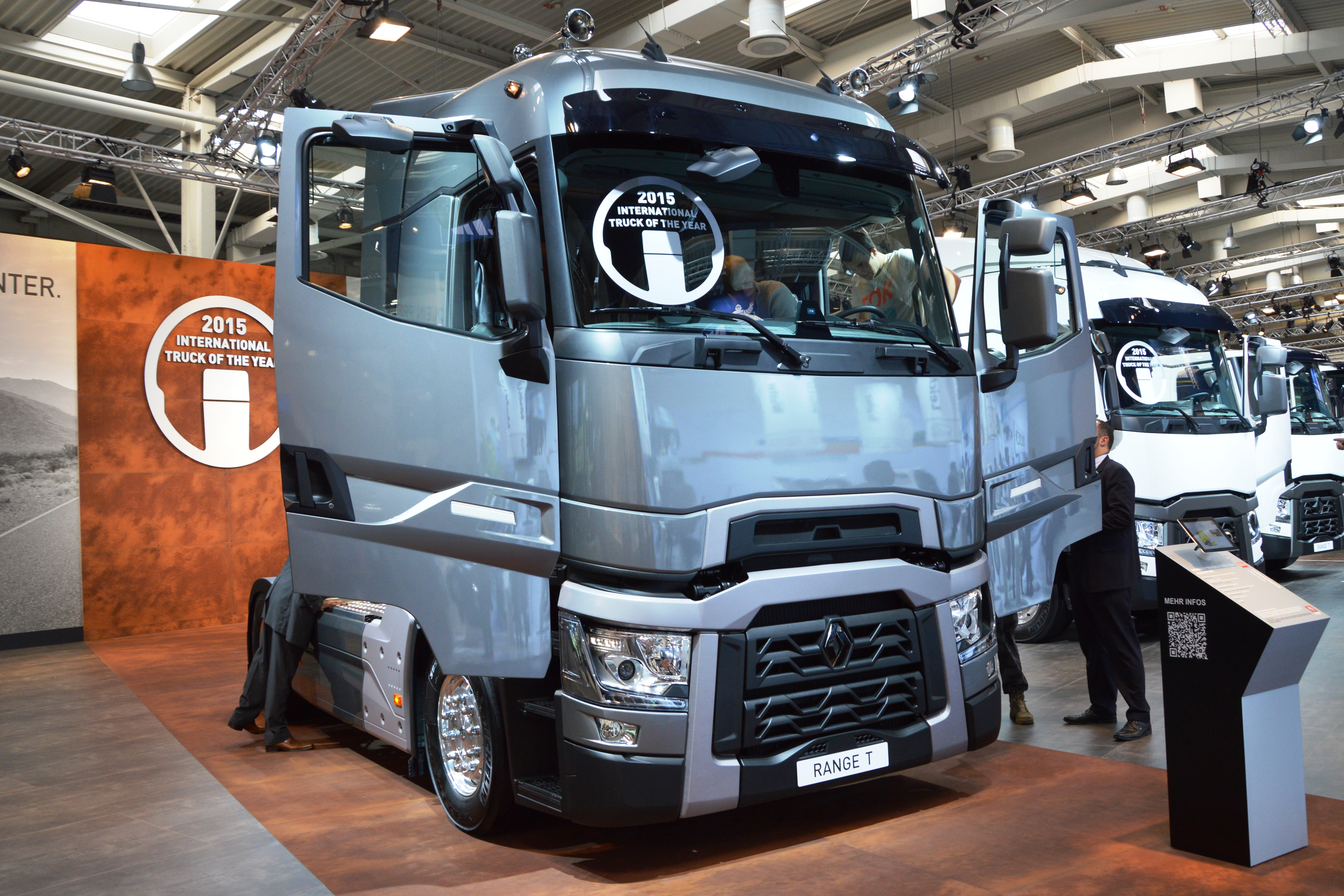
Renault Trucks T